# Holly Johnson
William Holly Johnson (Liverpool, 9 de febrero de 1960), conocido profesionalmente como Holly Johnson, es un artista, músico y escritor inglés, popular por ser el vocalista principal de la agrupación Frankie Goes to Hollywood, logrando un gran éxito comercial especialmente en la década de 1980. A finales de la década de 1970 fue bajista de la banda Big in Japan. En 1989, el álbum en solitario debut de Johnson, Blast, alcanzó el número uno en la lista de álbumes del Reino Unido. Dos sencillos del álbum, «Love Train» y «Americanos», llegaron al top 5 de la lista de sencillos del Reino Unido. En la década de 1990 empezó a desempeñarse en la escritura y la pintura.
En 1991, Johnson declaró a los medios que era portador del VIH.

## Discografía

### Estudio
| Año  | Título                          | Posición en listas | Posición en listas | Posición en listas | Posición en listas | Posición en listas | Posición en listas | Posición en listas | Posición en listas | Posición en listas | Posición en listas | Certificaciones            |
| Año  | Título                          | R.U.               | AUS                | AUT                | ALE                | ITA                | HOL                | NOR                | NZL                | SUE                | SUI                | Certificaciones            |
| ---- | ------------------------------- | ------------------ | ------------------ | ------------------ | ------------------ | ------------------ | ------------------ | ------------------ | ------------------ | ------------------ | ------------------ | -------------------------- |
| 1989 | Blast                           | 1                  | 97                 | 12                 | 5                  | 10                 | 27                 | 10                 | 11                 | 11                 | 10                 | - R.U.: Platino - ALE: Oro |
| 1989 | Hollelujah                      | —                  | —                  | —                  | —                  | —                  | —                  | —                  | —                  | —                  | —                  |                            |
| 1991 | Dreams That Money Can't Buy     | —                  | —                  | —                  | —                  | —                  | —                  | —                  | —                  | —                  | —                  |                            |
| 1999 | Soulstream                      | —                  | —                  | —                  | —                  | —                  | —                  | —                  | —                  | —                  | —                  |                            |
| 2014 | Europa                          | 63                 | —                  | —                  | —                  | —                  | —                  | —                  | —                  | —                  | —                  |                            |
| 2014 | Unleashed From the Pleasuredome | —                  | —                  | —                  | —                  | —                  | —                  | —                  | —                  | —                  | —                  |                            |